# Покров (Брянская область)
Покро́в (реже Покрово, Покровское) — упразднённое в 1964 году село в Карачевском районе Брянской области России. Входила на год упразднения в состав Рёвенского сельсовета. Включено в состав села Лужецкая.

## География
Село находилась на Среднерусской возвышенности в центре Восточно-Европейской равнины, в зоне хвойно-широколиственных лесов, в 19 км к юго-западу от города Карачева.

## История
Упоминается с XVII века в составе Подгородного стана Карачевского уезда как село, владение Карачевского Воскресенского монастыря. Получило название по имевшемуся здесь храму Покрова Богородицы (последнее здание храма было сооружено в 1818—1839 гг., не сохранилось).

### Административно-территориальная принадлежность
До 1929 года село Покров входило в Карачевский уезд (с 1861 — в составе Руженской волости, с 1924 в Карачевской волости). В 1872 году была открыта земская школа.
С 1929 в Карачевском районе; до 1930-х гг. являлось центром Покровского сельсовета, затем в Руженском, с 1960 в Ревенском сельсовете. С 1964 года включено в состав деревни Лужецкая.

## Население
| Годы      | 1866 | 1878 | 1887 | 1897 | 1926 |
| --------- | ---- | ---- | ---- | ---- | ---- |
| Население | 416  | 471  | 520  | 581  | 587  |

## Транспорт
Село было доступно автотранспортом